# Evaristo Felice Dall’Abaco
Evaristo Felice Dall’Abaco (Verona, 1675. július 12. – München, 1742. július 12.) olasz zeneszerző.